# Het bestand
Het bestand is een Nederlandse televisiefilm uit 2017, gemaakt voor de serie Telefilm. Het is gebaseerd op een novelle van Arnon Grunberg.

## Verhaal
Lillian Veldman is een hoogbegaafde jonge vrouw wier leven meer uit cijfers bestaat dan uit dagelijkse dingen. Ze is erg bedreven in hacken en wanneer ze een baan krijgt bij het cyberbeveiligingsbedrijf van de bank waar haar overleden klokkenluidende vader werkte. Ze stelt vast dat niets daar is wat het lijkt en dat iedereen er iemand anders probeert te zijn. Als ze de idealistische en onbevreesde hacker Almond ontmoet, valt ze meteen voor hem. Zo grijpt ze haar kans om wraak te nemen... tot ze vaststelt dat Almond voor niets of niemand terugdeinst en slachtoffers maakt, vaak zelfs volkomen onschuldige. Hoe ver wil ze in haar idealisme en wraak gaan?

## Rolverdeling
- Stefanie van Leersum als Lilian
- Nasrdin Dchar als Axel
- Thomas Hoppener als Seb
- Roos Ouwehand als Ineke
- Alex Hendrickx als Pssdoff / Jeroen
- Jonathan Huisman als Cyberche
- Tom van Kalmthout als Toxic Vapor
- Bert Hana als Frederik